# Aastroom

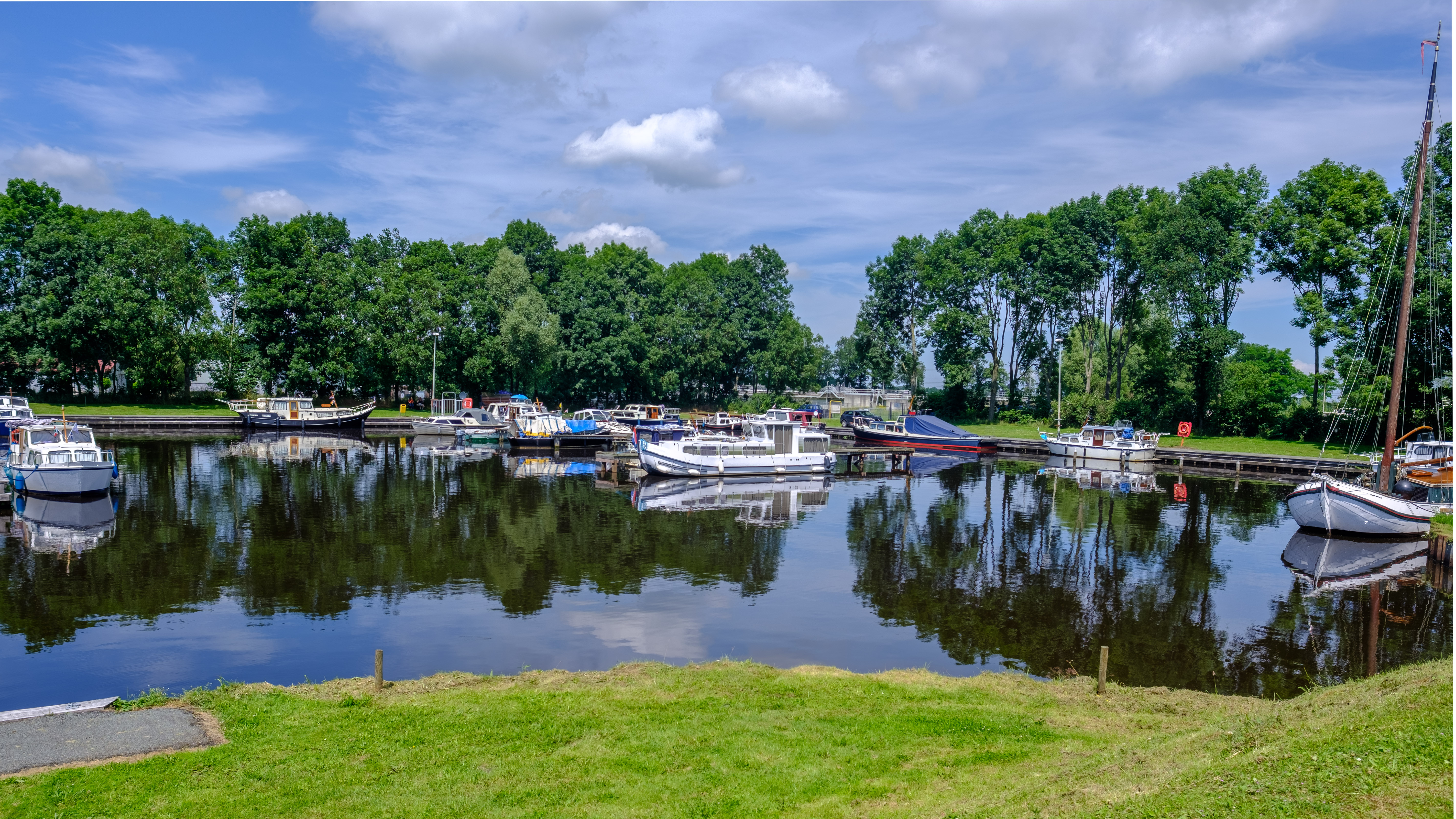
De huidige jachthaven van Oude Pekela ligt op de plek van de vroegere strokartonfabriek. De openbare weg heet 'Flessingsterrein' naar de (door de overheid na het Aardappeloproer en andere oproeren en doden door de Spaanse griep uit angst voor revolutie voorgefinancierde) aardappeldrogerij van Salomon Vlessing & Co, die na de sluiting in 1918 in de fabriek werd gevestigd. De huidige haven werd gegraven in 1975 en geopend in 1982 na het schoonmaken van het Pekelderdiep.

De Aastroom was een strokartonfabriek in Oude Pekela.
De maatschappij Aastroom (directeuren de heren Mulder en Edens) begon in 1875 in Oude Pekela, aan de ten noordoosten van dit dorp gelegen weg naar de voormalige buurtschap Stroobos met een bescheiden fabriekje voor de productie van karton en werkte met zeer regelmatig succes. Het was de eerste strokartonfabriek in Oude Pekela. Als grondstof gebruikte de maatschap stro, dat in overvloede verkrijgbaar was in het nabije Oldambt.
Ook de aanwezigheid van turf, dat als brandstof werd gebruikt, was in dit veengebied geen probleem.
In 1877 verleende het college van Gedeputeerde Staten van Groningen toestemming aan de maatschappij om langs de trekweg van Oude Pekela naar Winschoter Hogebrug een gebouw in te richten voor de huisvesting van enkele huisgezinnen van fabrieksarbeiders.
In 1881 werd Mulder alleen eigenaar van de zaak. Gaandeweg werd de productie verhoogd en een tijdperk van bloei brak aan. In 1888 werd er een tweede fabriek bijgebouwd en aan de bestaande onder dezelfde naam toegevoegd.
In 1889 werden de fabrieken elektrisch verlicht. De oude fabriek werd op 28 mei 1896 grotendeels door brand verwoest, maar kennelijk daarna weer opgebouwd.
Omstreeks 1903 werd de zaak omgezet in een naamloze vennootschap en werd de oudste zoon, Jurjen Jan Wijnand Mulder, directeur van de fabrieken.
In 1907 werd toestemming van het gemeentebestuur verkregen de fabriek uit te breiden met een dynamo, elektromotor en accu's. In hetzelfde jaar werd door de directie van de kartonfabriek toestemming gevraagd om in de fabriek een vierde papierbaan te plaatsen.
Op 2 maart 1911 woedde te Oude Pekela een hevige storm met hagelbuien, vergezeld van onweer. In de hoge schoorsteen van de fabriek werd in het midden een groot gat geslagen, terwijl deze geheel scheurde. De fabriek werd onmiddellijk stopgezet en even leek het erop dat er minstens acht weken nodig zou zijn om de schade te herstellen. Een nader technisch onderzoek wees echter uit dat de schade zodanig van aard was, dat de schoorsteen, door het aanbrengen van ijzeren banden, kon blijven staan. De productie kon dan ook spoedig weer worden hervat. De fabriek had in 1914 een weekcapaciteit van 150 ton karton.
In 1917 werd de fabriek ten gevolge van moeilijkheden die de kartonindustrie toen ondervond (gebrek aan stro, overproductie en stakingen), geheel stopgezet. Op 10 juli van dat jaar werd het gehele fabriekscomplex met terreinen, ter grootte van bijna acht hectare, verkocht aan een sloper.
Nu de beide fabrieken in handen waren gevallen van de sloper, werd het voltallig personeel van de fabriek ontslagen.
Eerst werd de oude fabriek afgebroken en even leek het erop dat de andere tot een coöperatieve kunstmeststoffenfabriek zou worden ingericht. Maar kennelijk is het bij plannen gebleven want over een kunstmeststoffenfabriek worden we niets meer gewaar.
In de zomer van 1918 werd bekend dat op het terrein van de "Aastroom" van regeringswege een grote, nieuwe fabriek zou worden gebouwd voor het drogen van aardappelen.
Op het terrein van de voormalige strokartonfabriek "Aastroom" ligt nu de jachthaven van Oude Pekela.

## Trivia
- Met de komst van de strokartonfabrieken en in mindere mate ook de aardappelmeelfabrieken, deed ook de vervuiling van het water in het Pekelderdiep haar intrede. Hoewel deze fabrieken hun afvalwater gefiltreerd op het oppervlaktewater loosden, was deze vorm van zuivering kennelijk onvoldoende om het gewenst, schone resultaat te krijgen. Al in 1880 verschenen de eerste klachten van verontruste burgers over het lozen van afvalwater door de strokartonfabriek in de Winschoter Courant. Honderden of duizenden vissen zouden door dit fabriekswater het leven hebben gelaten.[4] Toen in 1883 de strokartonfabriek “Union” in Oude Pekela, op korte afstand en stroomopwaarts van de “Aastroom” gelegen, was gebouwd en in werking gesteld, richtte de heer Mulder (directeur van de “Aastroom”) zich tot Zijne Majesteit de Koning met de opmerking dat hij tegen de oprichting van de “Union” was, “voor zover het betrof de afvoer van het vuile water in het Pekelderdiep”. Op zijn brief werd door de Koning echter afwijzend beschikt. In 1884 richtte Mulder zich tot het college van burgemeester en wethouders van Oude Pekela met de klacht dat “het afvalwater van de papierfabriek in hoge mate het diep verontreinigde en dat zijn werklieden, die het water uit het diep moesten verwerken, zodanig last hadden van de verpestende lucht die daardoor ontstond, dat zij het bijna niet konden uithouden.” Ook klaagde hij dat ten gevolge van het verontreinigde water allerlei storingen optraden in de bij hem in gebruik zijnde stoomketels. Een ingesteld scheikundig onderzoek toonde echter aan dat het water in het Pekelderdiep onschadelijk voor mens en dier was zodat alle daartegen ingebrachte klachten ongegrond schenen te zijn. Mulder ging echter gestaag door met bezwaar maken, echter steeds zonder een voor hem positief resultaat. Intussen begon het water in het hoofddiep te Oude Pekela er zeer zwart uit te zien en een zeer onaangename geur te verspreiden. Een situatie die bijna 100 jaar zou voortduren. Toen er in de daaropvolgende jaren ook nog aardappelmeelfabrieken langs het Pekelderdiep verschenen (eveneens stroomopwaarts ten opzichte van de “Aastroom” gelegen), en klachten van directeur Mulder en anderen niet het gehoopte succes hadden, gaf Mulder zijn pogingen om op deze manier schoon water voor zijn fabriek te verkrijgen op en richtte zich in 1897 tot het college van burgemeester en wethouders van Oude Pekela om toestemming om in gemeentegrond zogenaamde nortonpompen te slaan ten behoeve van het verkrijgen van zuiver water voor zijn fabrieken.

- Aan de papierfabrieken “Aastroom” te Oude Pekela was het omstreeks 1891 regel, dat de arbeiders per 1 oktober in dagloon minder gingen verdienen, bijvoorbeeld die ‘s zomers ƒ 1.20 of ƒ 1.25 verdienden, kwamen dan op ƒ 1.00 en die ƒ 1.00 verdienden op 75 cent. De reden van deze verlaging was niemand duidelijk, omdat ze zowel ‘s zomers als ‘s winters altijd werkten van 6 uur ‘s morgens tot 18 uur ‘s avonds. Dit gaf aanleiding dat een brief werd gezonden aan de eigenaar van de fabrieken, de heer H. Mulder, welke brief ondertekend werd door ruim 50 arbeiders, met het verzoek om het dagloon niet lager te stellen dan ‘zomers. Dit had tot gevolg dat de persoon, die langs was gegaan om te laten tekenen, onmiddellijk ontslag kreeg. Toen een dag later de heer Mulder zelf verscheen, kregen ook de drie voornaamste aanvoerders van het protest ontslag.